# Ernst Gotthilf Bosse

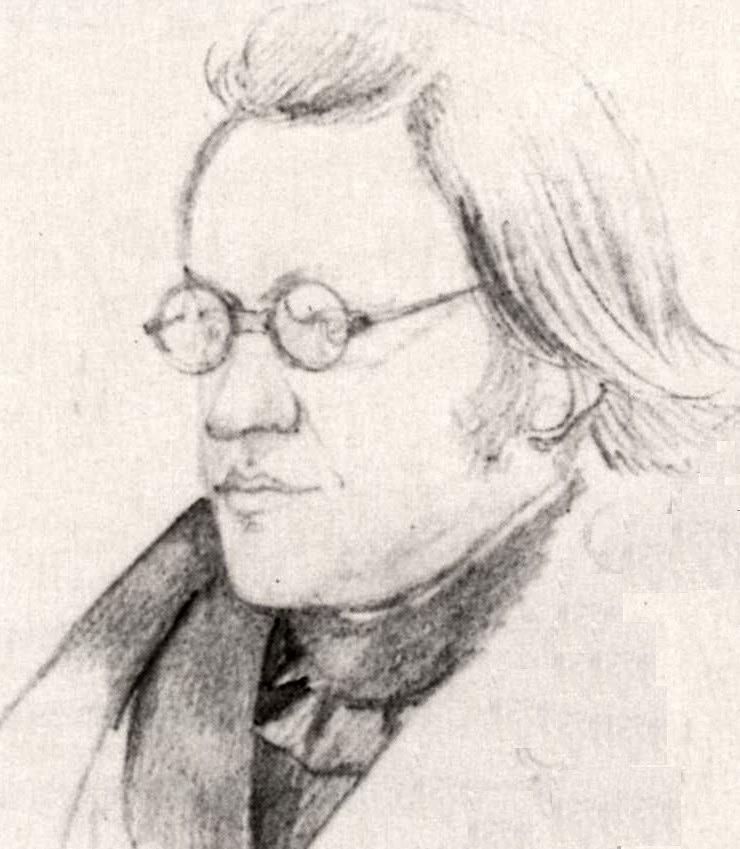
Ernst Gotthilf Bosse, porträtiert von Karl Philipp Fohr

Ernst Gotthilf Bosse  (* 4. August 1785 in Riga; † 27. November 1862 in Florenz) war ein deutschbaltischer Historien- und Porträtmaler.

## Leben
Ernst Gotthilf war Angehöriger der Familie Bosse. Er wurde zuerst wie sein Vater, der städtische Wagemeister Joachim Gotthilf Bosse (1742–1795), Kaufmann in Riga, entschied sich aber dann doch für eine künstlerische Ausbildung, zunächst in der Zeichenschule von Karl August Senff in Dorpat, dann an der Kaiserlichen Kunstakademie in St. Petersburg. 1814 ging er an die Akademie der Künste nach Dresden zu Josef Mathias Grassi, den er 1819 nach Rom begleitete. 1820 stellte er in Riga seine Werke aus. In St. Petersburg erhielt er den Auftrag, Kopien nach italienischen Meistern für die kaiserlichen Sammlungen anzufertigen; dazu reiste er nach Dresden und Florenz. Er wurde Ehrenmitglied der Accademia di San Luca in Rom, Professor und Mitglied der Accademia di Belle Arti (Florenz) und Ehrenmitglied der Accademia di Belle Arti zu  Parma. Er malte viele Porträts. Zuletzt lebte er in Florenz.
Getauft wurde er im Dom zu Riga am 10. August 1785.
Er heiratete 1809 Wilhelmine Sophie Dännemark (1787–1884) in Riga. Sie war die Tochter des Stadtmusikus Johann Georg Dännemark und der Auguste Dorothea Dressler.
Ihre beiden Söhne wurden ebenfalls Maler: Eduard Georg Bosse (1810–1859) war Maler in Schottland, London und Florenz; Harald Julius von Bosse (1812–1894) war Maler, Architekt in Sankt Petersburg, kaiserlich russischer Staatsrat und Professor.